# Citation à l'ordre de la Nation

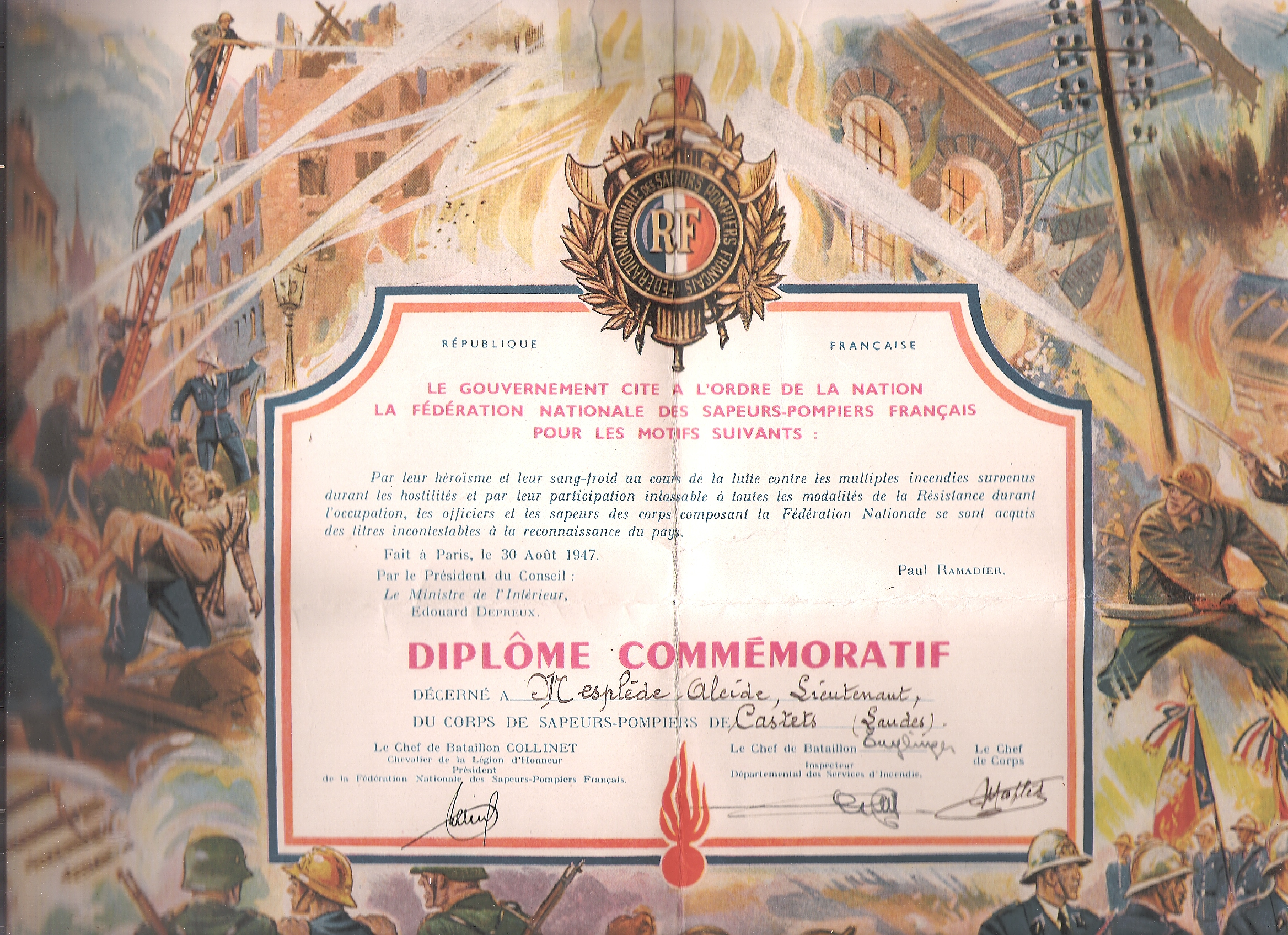
Diplôme commémoratif de la citation à l'ordre de la nation de la fédération nationale des sapeurs-pompiers en 1947.

La citation à l'ordre de la Nation est en France, un titre de reconnaissance créé en 1917, généralement lié à la remise d'une décoration, soit à titre civil, soit à titre militaire — pour faits d'armes —, et actes de Résistance (depuis 1942),. Elle est aussi liée à la remise d'une décoration aux personnels de l'État morts en service.

## Histoire
La citation à l'ordre de la Nation est créée en 1917 par le président de la République Raymond Poincaré pour, :

« Services ou actes de dévouements exceptionnels, accomplis pour la France au péril de la vie, soit à titre civil, soit à titre militaire […] »

À titre militaire, cette citation est généralement accompagnée d'une citation militaire et donc d'une des décorations suivante : croix de guerre 1914-1918, la croix de guerre des Théâtres d'opérations extérieurs, la croix de guerre 1939-1945 ou plus tard la croix de la Valeur militaire, la médaille de la défense nationale échelon or pour citation sans croix, la médaille de la Gendarmerie nationale. La remise de la Légion d'honneur est également envisageable.
Le 7 janvier 1944, le général de Gaulle, en reprenant les dispositions de son ordonnance du 30 septembre 1942 portant création d'une citation à l'ordre des Forces françaises libres, rétablit la citation à l'ordre de la Nation, en ajoutant : « […] Pour faits d'armes, actes de Résistance […] ».
À la suite de la Première et de la Seconde Guerre mondiale, des villes ont été citées à l'ordre de la Nation,,.
La police parisienne a été citée à l'ordre de la nation à la Libération, avec attribution de la Légion d'honneur et de la croix de guerre 1939-1945.
Les sapeurs pompiers de France ont été cités collectivement à l'ordre de la Nation en 1947, pour leurs actions durant la Seconde Guerre mondiale, aussi bien en ce qui concerne leurs missions de lutte contre les nombreux incendies, que pour leur participation à la Résistance,.
De nos jours, les policiers, gendarmes, pompiers, morts en service « victimes du devoir » sont, en principe, cités à l'ordre de la Nation,,,, ainsi que des personnels pénitentiaires. Cette citation est, en général, liée à la remise d'une décoration comme la Légion d'honneur.